# Яковенко, Татьяна Александровна
Татья́на Алекса́ндровна Якове́нко (род. 25 августа 1964, Москва, СССР) — российская телеведущая и актриса театра и кино. Псевдоним — Татьяна Горошина.
Заслуженная артистка Российской Федерации (2001).

## Биография
Родилась 25 августа 1964 года в Москве. 
В 1985 году окончила Высшее театральное училище имени Б. В. Щукина.
После окончания училища пошла работать в Театр комедии при Росконцерте. С приходом в театр на должность художественного руководителя Сергея Арцыбашева Театр комедии преобразовался в Театр на Покровке. Татьяна Яковенко работала в нем до 2018 года.
На телевидении работала над экранизацией нескольких телеспектаклей, а также сказок для программы «Спокойной ночи, малыши!».
В 1998 году стала ведущей программы «Пальчики оближешь» на ТВ-6, сменив Татьяну Лазареву.

## Фильмография

### Актриса
- 1985 — «Валентин и Валентина» — эпизод
- 1986 — «Путь к себе» — эпизод
- 1989 — «Приговорённый» — Зоя Павловна Гарышева-Деева
- 1990 — «Долой огуречного короля» — Мартина
- 1991 — «Мигранты»
- 1997 — «Он не завязывал шнурки» — Виктория
- 1998 — «Кто, если не мы» — Змейкова, медсестра, мама Коли Змея
- 2003 — «Жизнь одна» — Марина Орлова
- 2004 — «Даша Васильева. Любительница частного сыска - 3» — Лена
- 2005 — «Расплата»
- 2005 — «Продаётся дача» — Маша
- 2005 — «Дело о «Мёртвых душах»» — Лизавета
- 2006 — «Сделка» — Людмила
- 2007 — «По этапу» — Ольга Александрова
- 2007 — «Бухта страха» — Катерина Корнеева, автор интеллектуальных детективов
- 2008 — «Холодное солнце» — Елена Александровна
- 2008 — «Общая терапия» — Алла Столярова, мать Маши
- 2008 — «Исчезнувшая империя» — мать Люды
- 2009 — «Люди добрые» — Александра Краснощекова
- 2010 — «Всё ради тебя» — Ирина Александровна Денисова, генеральный директор строительной компании «ВИКА»
- 2011 — «Искупление» — Катерина, мать Александры
- 2011 — «Огуречная любовь» — Люба
- 2012 — «Глаз божий» (документальный) — Екатерина Фурцева
- 2012 — «Апофегей» — мама Нади
- 2013 — «Упакованные» — Маргарита, жена Сергея
- 2022 — «Ловец снов» — мать Алисы

### Продюсер
- 2023 — «Одним днём»
- 2011 — «Искупление»
- 2010 — «Всё ради тебя»
- 2009 — «Люди добрые»
- 2008 — «Холодное солнце»
- 2007 — «Бухта страха»
- 2007 — «07-й меняет курс»
- 2006 — «Сделка»
- 2005 — «Продаётся дача»